# Winter (Wisconsin)
Winter ist eine Gemeinde (mit dem Status „Village“) im Sawyer County im US-amerikanischen Bundesstaat Wisconsin. Im Jahr 2010 hatte Winter 313 Einwohner.

## Geografie
Winter liegt im mittleren Nordwesten Wisconsins, rund einen Kilometer westlich des Brunet River. Dieser gehört über den Chippewa River zum Stromgebiet des Mississippi.
Die geografischen Koordinaten von Winter sind 45°49′11″ nördlicher Breite und 91°00′43″ westlicher Länge. Das Gemeindegebiet erstreckt sich über eine Fläche von 2,07 km² und ist vollständig von der Town of Winter umgeben, ohne dieser anzugehören.
Die Nachbarorte von Winter sind Loretta (17,8 km nordöstlich) Ojibwa (8,6 km westsüdwestlich), Radisson (17,5 km in der gleichen Richtung) und New Post (25,5 km nordwestlich).
Die nächstgelegenen größeren Städte sind Duluth am Oberen See in Minnesota (174 km nordwestlich), Wausau (219 km südöstlich), Green Bay am Michigansee (369 km in der gleichen Richtung), Wisconsins Hauptstadt Madison (405 km südsüdöstlich), Eau Claire (146 km südsüdwestlich) und die Twin Cities (Minneapolis und Saint Paul) in Minnesota (242 km südwestlich).

## Verkehr
Der Wisconsin State Highway 70 verläuft in West-Ost-Richtung als Hauptstraße durch Winter. Alle weiteren Straßen sind untergeordnete Landstraßen, teils unbefestigte Fahrwege sowie innerörtliche Verbindungsstraßen.
Parallel zum WIS 70 verläuft der Tuscobia State Trail durch Winter, ein auf der Trasse einer ehemaligen Eisenbahnstrecke verlaufender Rail Trail für Wanderer, Reiter und Radfahrer. Daneben ist noch das Befahren des Weges mit Quads möglich. Im Winter kann der Wanderweg auch mit Langlaufski und Schneemobilen befahren werden.
Die nächsten Flughäfen sind der Duluth International Airport (183 km nordwestlich), der Chippewa Valley Regional Airport in Eau Claire (141 km südsüdwestlich) und der Minneapolis-Saint Paul International Airport (261 km südwestlich).

## Bevölkerung
Nach der Volkszählung im Jahr 2010 lebten in Winter 313 Menschen in 153 Haushalten. Die Bevölkerungsdichte betrug 151,2 Einwohner pro Quadratkilometer. In den 153 Haushalten lebten statistisch je 2,05 Personen. 
Ethnisch betrachtet setzte sich die Bevölkerung zusammen aus 91,7 Prozent Weißen, 1,3 Prozent Afroamerikanern, 1,3 Prozent amerikanischen Ureinwohnern, 0,3 Prozent (eine Person) Asiaten sowie 1,0 Prozent aus anderen ethnischen Gruppen; 4,5 Prozent stammten von zwei oder mehr Ethnien ab. Unabhängig von der ethnischen Zugehörigkeit waren 5,1 Prozent der Bevölkerung spanischer oder lateinamerikanischer Abstammung. 
25,4 Prozent der Bevölkerung waren unter 18 Jahre alt, 53,5 Prozent waren zwischen 18 und 64 und 21,1 Prozent waren 65 Jahre oder älter. 48,6 Prozent der Bevölkerung waren weiblich.
Das mittlere jährliche Einkommen eines Haushalts lag bei 16.875 USD. Das Pro-Kopf-Einkommen betrug 11.668 USD. 49,3 Prozent der Einwohner lebten unterhalb der Armutsgrenze.